# Tracy Eisser
Tracy Eisser (* 20. November 1989 in Fair Lawn, New Jersey) ist eine US-amerikanische Ruderin und Weltmeisterin 2015 im Doppelvierer.
Tracy Eisser begann 2008 an der Cornell University mit dem Rudersport, nach ihrer Graduierung 2012 blieb sie dem Rudern treu. Seit 2014 gehört sie zur US-Nationalmannschaft. Bei den Weltmeisterschaften 2014 gewann der US-Doppelvierer mit Grace Latz, Tracy Eisser, Olivia Coffey und Felice Mueller die Bronzemedaille hinter den Deutschen und den Chinesinnen. Bei den Weltmeisterschaften 2015 siegte Eisser im Doppelvierer zusammen mit Amanda Elmore, Megan Kalmoe und Olivia Coffey. Für den Doppelvierer bei den Olympischen Spielen 2016 nominierte der US-Ruderverband Tracy Eisser und Megan Kalmoe aus dem Weltmeisterboot von 2015, sowie Grace Latz und Adrienne Martelli, die 2015 Weltmeisterinnen im Vierer ohne Steuerfrau waren. Dieser Doppelvierer belegte im olympischen Finale den fünften Platz.
2017 ruderte Eisser gemeinsam mit Megan Kalmoe im Zweier ohne Steuerfrau. Dem Duo gelang eine gute Saison, in der es bei allen Finalläufen sowohl beim Ruder-Weltcup als auch bei den Weltmeisterschaften den Silberrang hinter der überlegenen Paarung Grace Prendergast und Kerri Gowler aus Neuseeland belegte. 2018 wechselte sie in den US-Achter und siegte in dieser Bootsklasse bei den Weltmeisterschaften in Plowdiw. 2019 erreichten Eisser und Kalmoe im Zweier ohne Steuerfrau den vierten Platz bei den Weltmeisterschaften in Linz/Ottensheim. Bei den Olympischen Spielen in Tokio kamen die beiden auf den zehnten Platz.